# 林睡鼠属
林睡鼠属（学名：Dryomys）啮齿目睡鼠科林睡鼠亚科下的一属，包括以下3种：
- 亚洲林睡鼠（Dryomys laniger）
- 林睡鼠（Dryomys nitedula）
- 四川林睡鼠（Dryomys sichuanensis）